# Бунженер, Лоран Луи Феликс
Лоран Луи Феликс Бунженер (фр. Laurent Louis Félix Bungener; 1814—1874) — протестантский богослов, оратор и педагог.

## Биография
Лоран Луи Феликс Бунженер родился 29 сентября 1814 года в городе Марселе, получил там первоначальное образование, затем изучал богословие в Женеве и в 1843 году занял должность директора гимназии «Collège Calvin».
В 1848 году Бунженер оставил этот пост и всецело посвятил себя пропаганде протестантства, как правило, пользуясь для этого общедоступной формой романа. Переводы этих произведений на английский, голландский, немецкий и датский языки сделали ему имя во многих протестантских странах и общинах.
Лоран Луи Феликс Бунженер умер 14 июня 1874 года в городе Женеве.

## Избранная библиография
- «Un sermon sous Louis XIV» (Женева, 1844);
- «Histoire du Concile de Trente» (2 тома, 1846);
- «Voltaire et son temps» (2 т., 1851);
- «Christ et le siècle» (1856);
- «Rome et la Bible» (1859);
- «Rome et le vrai. Études sur la littérature catholique contemporaine» (Париж, 1873);
- «Calvin, sa vie, son oeuvre et ses écrits» (1862);
- «Pape et concile au XIX siècle» (Париж, 1870 год).